# Marco Benevento
Marco Benevento (Livingston, 22 luglio 1977) è un cantautore, pianista e compositore statunitense.

## Carriera
Ha studiato musica a New York e nel 1999 si è inserito nella scena jazz locale. Ha collaborato con John Medeski, Brad Mehldau, John McEntire, Matt Chamberlain, A. C. Newman, Rich Robinson e altri.
Nel 2008, il suo primo album come pianista, Invisible Baby, ha avuto una candidatura agli Independent Music Awards.
Insieme al batterista Joe Russo fa parte del duo Benevento/Russo Duo dal 2001. Si tratta di un progetto indie rock-sperimentale.
Inoltre Benevento è membro come tastierista del gruppo Garage A Trois insieme a Stanton Moore, Skerik e Mike Dillon. Porta avanti anche altri progetti paralleli di minore rilevanza.

## Discografia
Marco Benevento
- 2007 - Live at Tonic
- 2008 - Invisible Baby
- 2009 - Me Not Me
- 2010 - Between the Needles and Nightfall
- 2011 - Escape Horse/Fireworks (singolo)
- 2012 - TigerFace
- 2014 - Swift

Benevento Russo Duo
- 2002 - Marco Benevento and Joe Russo
- 2003 - Darts
- 2005 - Best Reason to Buy the Sun
- 2006 - Live from Bonnaroo 2005
- 2006 - Play Pause Stop

Garage A Trois
- 2009 - Power Patriot
- 2011 - Always Be Happy, But Stay Evil